# داستان ما (فیلم)
داستان ما (به انگلیسی: The Story of Us) فیلمی محصول سال ۱۹۹۹ به کارگردانی راب رینر است. در این فیلم بازیگرانی همچون بروس ویلیس، میشل فایفر، ریتا ویلسون، راب رینر، جولی هاگرتی، تیم ماتسون، بیل کریچنبائر، رد باتنز، جین مدوز، بتی وایت و تام پوستون ایفای نقش کرده‌اند.